# Duch epoki
Duch epoki (tytuł oryg. Zeitgeist) – amerykański film w reżyserii Petera Josepha, udostępniony w Internecie poprzez serwis Google Video w czerwcu 2007.
Poprawiona wersja została zaprezentowana na 10 listopada 2007 roku na festiwalu Artivist. Zdobyła tam najwyższą nagrodę Best Feature Artivist’s Spirit.
Ostateczna poprawiona wersja filmu została opublikowana 29 lipca 2010 na portalu Vimeo. Do nowej odsłony filmu powstała także dokumentacja Zeitgeist: The Movie – Companion Source Guide.
Duch epoki był najczęściej oglądanym filmem na Video Google w 2008 roku.
Produkcja składa się z trzech części:
- The Greatest Story Ever Told – poświęcona podstawom religii chrześcijańskiej, którą porównuje z kultami solarnymi, Horusem, wierzeniami nordyckimi, astrologią.
- All the World's a Stage – analizuje fakty na temat zamachów z 11 września 2001 roku, próbując udowodnić, że za zamachami stoi rząd Stanów Zjednoczonych, który stara się zatuszować wszystkie informacje związane z tymi wydarzeniami. Autorzy filmu przytaczają na dowód tej tezy szereg argumentów, m.in. to, że wieże WTC, w które uderzyły samoloty, zostały zaprojektowane tak, aby wytrzymać uderzenia nawet kilku tego typu samolotów z każdej strony budynku. W filmie zaprezentowano wywiad z konstruktorem WTC i eksperymenty z paleniem się termitu służącego do wyburzania budynków itp.[1] Podano w wątpliwość dziwne zniknięcie prawie całości samolotu, który rozbił się o Pentagon i nie zniszczył nawet trawnika, oraz wiele innych informacji, które zostały przemilczane w mediach. Podobnie samolot w Shanksville, po którym została tylko dziura w ziemi. Na dowód prezentowano informacje specjalistów, świadków zdarzeń oraz materiały wideo. Podobne poglądy zostały szerzej omówione w innym filmie pt. 11 września: niewygodne fakty (Loose Change).
- Don't Mind the Men Behind the Curtain – przedstawia tezę głoszącą, iż świat w znaczącym stopniu kontrolowany jest przez oligarchię finansową, które dążą do powstania rządu światowego i absolutnej kontroli jednostki. Cel ma zostać osiągnięty za pomocą najnowszych zdobyczy techniki i medialnej kampanii strachu. Ostatecznie ma to doprowadzić do wszczepienia ludziom chipów RFID.

## Krytyka filmu
W odpowiedzi na pierwszą część filmu powstał film Zeitgeist Refuted.